# Robert Fitzhamon
Robert Fitzhamon (1045 o 1055 – marzo 1107) è stato un cavaliere medievale normanno al servizio di Guglielmo il Conquistatore e ai suoi figli Guglielmo II d'Inghilterra ed Enrico I d'Inghilterra.

## Biografia

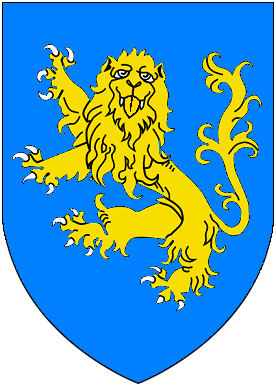
Stemma di Robert FitzHamon

Di Robert Fitzhamon non si conoscono esattamente le origini e nemmeno la natura dei suoi rapporti con Guglielmo il Conquistatore, si sa in ogni caso che la sua famiglia era proprietaria di diverse terre nella regione del Calvados e nella Mancia, molte delle quali perse a seguito della battaglia di Val-ès-Dunes fra le forze del Conquistatore e quelle di Enrico I di Francia.
Prima del 1087 sono poche le certezze su Robert, si reputa improbabile che abbia combattuto ad Hastings e il suo nome non appare nel Domesday Book. Nel 1088 durante la ribellione contro Guglielmo II d'Inghilterra spalleggiò il sovrano che lo ricompensò con diverse terre nel Gloucestershire e, poco dopo anche nel Galles con l'acquisizione di terre nella zona di Glamorgan.
Nel 1092 Robert ristrutturò, ampliando, l'abbazia di Tewksbury, probabilmente anche sotto l'influenza della moglie Sybil de Montgomery, che si dice fosse molto religiosa. 
La leggenda vuole che Robert sia stato uno dei primi ad accorrere sul luogo della morte di re Guglielmo II d'Inghilterra, deceduto per un incidente di caccia, che sia vero o no Robert fu sicuramente uno dei primi a presentarsi al nuovo re Enrico I d'Inghilterra e a giurargli obbedienza, tanto che fu uno dei tre baroni che negoziò con Roberto II di Normandia la tregua fra lui ed il fratello. 
Nel 1105 Robert si recò in Normandia combattendo presso Bayeux, non lontano dagli antichi possedimenti della sua famiglia, fu catturato e poco dopo liberato dalle truppe del re cui si accodò nell'assedio di Falaise.
In quell'occasione venne gravemente ferito alla testa e benché fosse sopravvissuto i danni che aveva riportato lo accompagnarono per gli ultimi due anni della sua vita. Morì nel 1107 e venne sepolto a Tewksbury.